# 富爾加茲烏帕齊拉
富爾加茲乌帕齐拉是孟加拉国吉大港縣的一个乌帕齐拉，位於吉大港专区的費尼縣。。

## 人口
據1991年孟加拉國人口普查，富爾加茲共有戶數19,465戶，人口103,426人。其中男性佔比51.35%，女性佔比48.65%；成年人口43,762人。該地7歲以上人口之平均識字率為42.7%。